# Contea di Randall
La contea di Randall (in inglese Randall County) è una contea dello Stato del Texas, negli Stati Uniti. La popolazione al censimento del 2010 era di 120 725 abitanti. Il capoluogo di contea è Canyon. La contea è stata creata nel 1876 ed organizzata nel 1889. Il suo nome deriva da Horace Randal, un generale di brigata confederato della Battle of Jenkins' Ferry.

## Geografia
| Anno | Popolazione | ±%       |
| ---- | ----------- | -------- |
| 1880 | 3           | Note:    |
| 1890 | 187         | 6,133.3% |
| 1900 | 963         | 415.0%   |
| 1910 | 3,312       | 243.9%   |
| 1920 | 3,675       | 11.0%    |
| 1930 | 7,071       | 92.4%    |
| 1940 | 7,185       | 1.6%     |
| 1950 | 13,774      | 91.7%    |
| 1960 | 33,913      | 146.2%   |
| 1970 | 53,885      | 58.9%    |
| 1980 | 75,062      | 39.3%    |
| 1990 | 89,673      | 19.5%    |
| 2000 | 104,312     | 16.3%    |
| 2010 | 120,725     | 15.7%    |

Secondo l'Ufficio del censimento degli Stati Uniti d'America la contea ha un'area totale di 922 miglia quadrate (2390 km²), di cui 912 miglia quadrate (2360 km²) sono terra, mentre 11 miglia quadrate (28 km², corrispondenti all'1,2% del territorio) sono costituiti dall'acqua.

### Strade principali
- Interstate 27
- U.S. Highway 60
- U.S. Highway 87
- State Highway 217
- State Highway Loop 335

### Contee adiacenti
- Potter County (nord)
- Oldham County (nord-ovest)
- Armstrong County (est)
- Carson County (nord-est)
- Swisher County (sud)
- Briscoe County (sud-est)
- Castro County (sud-ovest)
- Deaf Smith County (ovest)

### Aree nazionali protette
- Buffalo Lake National Wildlife Refuge